# 戦乙女ヴァルキリー2「主よ、淫らな私をお許しください……」
『戦乙女ヴァルキリー2「主よ、淫らな私をお許しください…」』（いくさおとめヴァルキリーツー しゅよ、みだらなわたしをおゆるしください）は、2008年3月28日にルネより発売された18禁戦女神徹底調教ADV。
ゲームは前作同様、抜きゲーとしての要素が強い内容となっている。また、本作ではクリア内容によって手に入る称号が変わるというシステムが搭載されており、例えばエンディングでヒロインを妊娠させた場合、ヒロインの一人であるアリーヤから「孕ませスナイパー」という称号を授けられる仕組みとなっている。
発売間もない時期からアダルト小説と成年漫画の双方での連載が決定するなど、前作に劣らぬメディアミックス展開がすでに図られている。
2008年7月、前作及び今作のファンディスクとなる『戦乙女ヴァルキリーG 〜戦乙女達の黄昏〜』の製作が発表された。

## ストーリー
前作のヒロイン・レイア（ヴァルキリー）の処刑が執り行われることとなり、当日魔族の将デュークは部下達の前で激しくレイアを犯し抜き、その処刑を声高に宣言していた。
処刑執行直前、空より飛来した最強の戦乙女アリーヤの手によりレイアはいったん助け出されるが、地上の民の命を人質に取られたため、以前の自分がフレイアにそうされたときと同じように、アリーヤの力の源である「白銀の指輪」を奪ってしまう。
こうして捕えられた天界最強の戦乙女アリーヤと、人々の希望であるレイア、さらには大神オーディンの娘・ヒルデガードの三女神を、デュークは調教の名の元に犯し尽くしていく。

### エンディング
トゥルーエンド
デュークが三女神を調教して弱体化させたことにより、ミッドガルドに巨人たちが侵入できるようになり、デュークは巨人に襲われる。
教会で意識を取り戻したデュークは、ラグナロクが起きていることを悟る。
一方、落ち込んだアリーヤは、レイアとヒルダの励ましを受け、戦場に舞い戻る。窮地に陥ったロキは大蛇・ヨルムンガンドを召喚する。死闘の末アリーヤは、生還を果たす。

## キャラクター
※声優はゲーム版のみ、OVA版は非公表。
デューク
本作の主人公。悪魔に魂を売った元人間で構成される、「暗黒騎士団」の団長。人間と魔族のハーフであるため、幼い頃より人間・魔族双方から迫害され、常に孤独を抱えていた。剣の腕は魔界一と評され、魔力も高い。前作で女神を3人捕えるなど功績は多大なものの、出自ゆえに軍のお偉方（デューク曰く老人ども）には警戒されてしまっている。アダルトアニメ版ではデザインが変更されている。
アリーヤ
声：一色ヒカル
本作のメインヒロイン。本来は大神オーディンの武器である神槍グングニルを預かる天界最強の戦乙女で、「残月の戦乙女」と称される。レイア救出の命を受け地上に降臨した。高い実力を持つ一方、生真面目すぎる性格で、かつオーディンの強烈な信望者であり、レイアやフレイアに対しては「裏切り者」、敵対する魔族出身のデュークは「蛆虫」呼ばわりする。また大神の意思を尊重するあまり、人間たちを軽視する姿勢を見せる場面もある。
レイア
声：島香麗子
前作のメインヒロイン。地上の民を守ることを使命とし、自身もそれを誇りに感じている、慈愛にあふれた戦乙女。「蒼穹の戦乙女」と称される。前作より続けて調教をされており、心は抵抗を続けているが、身体はもうほとんど陥落寸前。デュークの興味が新たな戦乙女に移ったことで、彼に対する恋心を意識し始め、女神には許されない嫉妬を抱いてしまう。今作ではフレイアの後を継ぐ形で、淫具作りをデュークより命ぜられる。年齢は180歳。
ヒルデガード
声：サトウユキ
大神オーディンの血を分けた一人娘。常に首から提げている宝玉「オーディンの瞳」によって父に監視・加護され、大神以外は触れることすら叶わない。争いごとを嫌い、自分の身を交換条件に仲間の解放を迫るなど自己犠牲の精神にあふれている「大地の戦乙女」。父の反対を押し切る形で戦乙女になった経緯や、父の取る地上政策への疑念、過去に巨人族への人質に差し出されかけたことがあるなど、オーディンに対しては親愛と同時に複雑な想いを抱いてもいる。
フェンリル
声：白井綾乃
由緒ある血統のエリート魔族で、攻撃魔法のエキスパート集団である「魔法騎士団」を率いている女将軍。普段は胸元の露出したメイド服を着て、デュークの身の周りの世話を担当している。
すでにデュークに骨抜きにされており、彼に対しては犬のように従順な態度を見せている。最近は女神が増えたせいで愛される機会が減り、同じく寵愛を受ける機会の減ってしまったフレイア、スクルド同様に調教開発された身体を持て余している。
フレイア
声：北都南
天界一の美貌と知識を備え、大神から絶大なる信頼を得ていた女神。かつては戦乙女たちを統括する、天界でもかなりの高位にあった。魔族に囚われ数々の（性的な）調教を受け、今では完全にデュークの奴隷になっている。また、デューク支配下の城砦において、下女達を統制するメイド長のような役目もこなす。平素は聡明さを漂わせるものの、デュークの前に出た途端色惚け状態となる。年齢は240歳。
スクルド
声：野神奈々
元・戦乙女見習いの少女。今作ではたびたび「いらない子」扱いを受けるなど、ギャグを担当する一面が色濃くなっている。
ファフニール
声：風音
魔族軍「轟竜騎士団」を率いる一騎当千の女戦士で、竜族と魔族のハーフ。竜族の精鋭からなる「八騎衆」なる一団も従えている。腕は立つものの根が単純で、性的なことに関しては驚くほどにウブ。デュークにたぶらかされたフェンリルの後任として、彼の監視の任を負っている。卵生である。
ロキ
声：かわしまりの
オーディンの元側近で、半神半魔という特異な出自を持つ。魔族対人間（及び加担する神族）の戦の混乱に乗じて神の一人バルドルを殺害。その首を持って魔族軍に迎え入れられた。常に人を食った雰囲気を漂わせ、何を考えているのか容易くは読めないミステリアスな人物。基本的に女性であるが、己の意思で自在に男性器を股間に生やすことが可能。

## スタッフ
- 企画・原案：有限会社マリゴールド
- キャラクターデザイン・原画：田丸まこと
- シナリオ：そのだまさき、K-TOK、大神キリン、他
- 音楽：CHOIR（クワイア）
  - 主題歌『ANSUR』
    - 作詞：GOZO53.
    - 作曲：Kenny'K
    - 歌：沙絢

## アダルトアニメ
2008年 - 2011年、『戦乙女ヴァルキリー2』のタイトルで発売された，全3巻、こっとんど〜る制作のアダルトアニメ。
- 第一話「堕天の女神達」（2008年9月26日発売）
- 第二話「裏切りの雌奴隷」（2009年2月27日発売）
- 第三話「恥じらいの性懺悔」（2011年2月18日発売）

## 関連商品

### 音楽CD
- 戦乙女ヴァルキリー2 コンプリートトラック（2008年6月27日発売、CHOIR / CHCD-1012）

### 小説（単行本）
- 戦乙女ヴァルキリー2「主よ、淫らな私をお許しください…」高橋ショウ 著、田丸まこと 挿絵、イーグルパブリシング刊
  - ＜女神復活編＞ パンプキンノベルス Vol.79 2008年6月27日発売
  - ＜最終戦争編＞ パンプキンノベルス Vol.80 2008年9月17日発売
- 戦乙女ヴァルキリー2 アリーヤ～孕む残月～ 二次元ドリームノベルズ283
  - 空蝉 著、田丸まこと 表紙、三巷文 挿絵、2008年11月22日発売、キルタイムコミュニケーション刊
  - 二次元ドリームマガジン Vol.40（2008年4月17日発売号） - Vol.43（2008年10月17日発売号）にて連載（全4回）
  - 雑誌連載時タイトル戦乙女ヴァルキリー2「主よ、淫らな私をお許しください…」から改題
- 戦乙女ヴァルキリー2 ヒルデガード～堕つる大地～ 二次元ドリームノベルズ292
  - 空蝉 著、田丸まこと 表紙、三巷文 挿絵、2009年4月12日発売、キルタイムコミュニケーション刊

### 小説（未単行本化）
- 小説・戦乙女ヴァルキリー2
  - BugBug2008年8月号 - 12月号（全5回）
  - 藤原将 著、田丸まこと 挿絵、サン出版刊

### 漫画（単行本）
- 戦乙女ヴァルキリー2「主よ、淫らな私をお許しください…」
  - Inoino 著、2008年7月24日発売、キルタイムコミュニケーション刊
  - スレイブヒロインズVol.2（2008年5月3日発売） - Vol.12（2009年3月8日発売）にて連載（全6話）

### 関連書籍
- 戦乙女ヴァルキリー2プレリュードブック
  - 株式会社メディアビレッジ刊、2008年3月21日発売
- 戦乙女ヴァルキリー2 ビジュアルファンブック 
  - キルタイムコミュニケーション刊、2008年6月29日発売

### フィギュア
- DGP戦乙女ヴァルキリー2
  - 1体500円のガチャポンフィギュア、発売元/ミレニアム

  1. 2009年7月発売、4種類＋シークレット1種類
  2. 2010年発売、4種類＋シークレット1種類
  3. 2011年発売、4種類＋シークレット1種類
- 戦乙女ヴァルキリー2「主よ、淫らな私をお許しください…」アリーヤ
  - 2009年12月21日発売、発売元/ギガパレス
  - A（通常）タイプ、B（アンダーヘア有り＆クリア彩色仕様）タイプの2種類を同時発売
- 戦乙女ヴァルキリー2「主よ、淫らな私をお許しください…」アリーヤ 2nd
  - 2012年4月16日発売、発売元/ギガパレス
  - VOL.1（2009年版のリメイク）、VOL.2（表情違い）、VOL.3（寝姿）。それぞれA（通常）タイプ、B（クリア彩色仕様）タイプ。3×2＝6種類を同時発売

その他
- 戦乙女ヴァルキリー レイア（暗黒の戦乙女バージョン） 抱き枕カバー
  - 2008年12月10日発売、発売元/キャラボーイ、原画/田丸まこと
- 戦乙女ヴァルキリー アリーヤ 抱き枕カバー
  - 2008年12月10日発売、発売元/キャラボーイ、原画/田丸まこと

## 反響

### 評価
前田尋之の公式サイト「電脳世界のひみつ基地」においてライターの松田は、クリア内容によって称号が変わるシステムを面白いと評価しており、クリア後の称号を授ける場面におけるアリーヤがゲーム本編と異なり丁寧な言葉遣いになっているところが笑えたと述べている。
その一方で、松田はインターネット上でこのシステムに対する不満を持つプレイヤーがいたと述べ、望みのエンディングを攻略しようとした際にてこの書き込みを見つけて驚いたと振り返っている。